# Острова Кайман на Олимпийских играх
Каймановы Острова дебютировали на летних Олимпийских играх 1976 года в Монреале. С тех пор они принимали участие во всех летних Олимпиадах, за исключением Игр 1980 года в Москве. В зимних Олимпийских играх Каймановы Острова участвовали дважды — в зимних Олимпийских играх в Ванкувере и в Сочи, и оба раза острова представлял горнолыжник Доу Трэверс.
Олимпийский комитет Каймановых Островов был создан в 1973 году и признан МОК в 1976.
Спортсмены Каймановых Островов ещё никогда не завоёвывали олимпийских медалей.

## Таблица медалей
| Игры                | Спортсменов          | Золото               | Серебро              | Бронза               | Всего                | Место                |
| ------------------- | -------------------- | -------------------- | -------------------- | -------------------- | -------------------- | -------------------- |
| 1976 Монреаль       | 2                    | 0                    | 0                    | 0                    | 0                    | —                    |
| 1980 Москва         | не принимали участие | не принимали участие | не принимали участие | не принимали участие | не принимали участие | не принимали участие |
| 1984 Лос-Анджелес   | 8                    | 0                    | 0                    | 0                    | 0                    | —                    |
| 1988 Сеул           | 8                    | 0                    | 0                    | 0                    | 0                    | —                    |
| 1992 Барселона      | 10                   | 0                    | 0                    | 0                    | 0                    | —                    |
| 1996 Атланта        | 9                    | 0                    | 0                    | 0                    | 0                    | —                    |
| 2000 Сидней         | 3                    | 0                    | 0                    | 0                    | 0                    | —                    |
| 2004 Афины          | 5                    | 0                    | 0                    | 0                    | 0                    | —                    |
| 2008 Пекин          | 4                    | 0                    | 0                    | 0                    | 0                    | —                    |
| 2012 Лондон         | 4                    | 0                    | 0                    | 0                    | 0                    | —                    |
| 2016 Рио-де-Жанейро | 5                    | 0                    | 0                    | 0                    | 0                    | —                    |
| 2020 Токио          | 5                    | 0                    | 0                    | 0                    | 0                    | —                    |
| Итого               | Итого                | 0                    | 0                    | 0                    | 0                    |                      |

| Игры          | Спортсменов          | Золото               | Серебро              | Бронза               | Всего                | Место                |
| ------------- | -------------------- | -------------------- | -------------------- | -------------------- | -------------------- | -------------------- |
| 2010 Ванкувер | 1                    | 0                    | 0                    | 0                    | 0                    | -                    |
| 2014 Сочи     | 1                    | 0                    | 0                    | 0                    | 0                    | -                    |
| 2018 Пхёнчхан | не принимали участие | не принимали участие | не принимали участие | не принимали участие | не принимали участие | не принимали участие |
| Итого         | Итого                | 0                    | 0                    | 0                    | 0                    |                      |